# 210 км (железнодорожная будка)
210 км, железнодорожная бу́дка 210 км — упразднённый населённый пункт (тип: железнодорожная будка) в Струго-Красненском районе Псковской области России. На 2010 год — в составе пос. Струги Красные.

## География
Находится на северо-востоке региона, в центральной части района.

## История
В 1856 году велось строительство Петербурго-Варшавской железной дороги.  В 1870 году на 210 км железной дороги построили деревянный дом железнодорожника на фундаменте из бутовой плиты.
До 1961 года относилась к пос. Леоново. С 1961 г. — в подчинении Стругокрасненского поссовета. В 1978 г. ж. д. будка 210 км была приписана к станции Владимирский Лагерь. С 2006 г. — ул. Станционная пос. Струги
Красные.

## Население
В 1958 году (3 строения) – 11 хозяйств и 40 жителей.

## Инфраструктура
Путевое хозяйство.

## Транспорт
Деревня доступна железнодорожным и автомобильным транспортом.